# A közép mozdulatlansága
A közép mozdulatlansága eredetileg a Szertartások feljegyzéseinek a 31. fejezete, de a Szung (Song)-korban kiemelték, és a Négy könyvnek nevezett konfuciánus alapművek sorába helyezték. A bizonytalan keletkezési korú és szerzőségű írás Konfuciusznak tulajdonított mondásokat, valamint minden kohéziót nélkülöző, a konfuciánus értékek szerinti tanításokkal kapcsolatos idézeteket tartalmaz.

## Története
A Szertartások feljegyzései tartalmazta szövegeknek a szerzősége és a keletkezési kora egyaránt bizonytalan. Különböző művekből és korokból származó írások egybegyűjtésével állíthatták elő, valamikor a Han-kor elején. Ugyanis ez a mű volt az egyike azoknak, amelyek a leginkább megsínylették az i. e. 213-ban Csin Si Huang-ti (Qin Shi Huangdi) által elrendelt könyvégetést, melynek célja az volt, hogy a Csou (Zhou)-kori konfuciánus hagyományokra hivatkozó arisztokrácia előjogait az első császár eltörölje. A Csin (Qin)-dinasztia bukását követően, a Han-dinasztia első uralkodói minden tőlük telhetőt elkövettek, hogy rekonstruálják a megsemmisült műveket, és ennek a kései kompilációnak a nyomai fedezhetők fel a Szertartások feljegyzéseinek szövegein.
A közép mozdulatlanságát a Szung (Song)-kori konfuciánus filozófus és filológus, Csu Hszi (Zhu Xi) (朱熹; 1130–1200)
A nagy tanítás (Ta hszüeCsung jung (Da xue) 《大學》) című 42. fejezettel együtt kiemelte a műből, kommentárokkal ellátva a konfuciánus kánonnak az úgynevezett Négy könyv (sze su (si shu) 《四書》) csoportjába helyezte a Beszélgetések és mondások, valamint Menciusz műve mellé.

## Keletkezése, szerzősége
A közép mozdulatlansága fennmaradt szövege tartalmi szempontból két jól elkülöníthető részből áll: egy viszonylag szerény terjedelmű fő szöveg, amit magának Konfuciusznak tulajdonított mondások és a Dalok könyvéből származó idézetek követnek, valamint Konfuciusz és a Lu fejedelmének, Aj (Ai)nak beszélgetése az eszményei uralkodó erényességéről. Vang Po (Wang Bo) (王柏; 1197–1274) úgy vélte, hogy eredetileg két Csung jung (Zhong yong) című mű létezett, amelyeket a Szertartások feljegyzéseinek szerkesztésekor összeolvasztottak. A Han-kortól kezdve a művet Konfuciusz unokájának, Ce-sze (Zisi)nek (子思; kb. i. e. 481–402) tulajdonítják. A szöveg tartalmi és stiláris vizsgálata alapján azonban egyértelmű, hogy A közép mozdulatlansága semmiképpen nem lehet Ce-sze (Zisi) műve, hanem csak az egységes kínai állam megteremtése (i. e. 221) után íródhatott. Nem zárható ki azonban, hogy Ce-sze (Zisi)től származó töredékeket is tartalmazhat.

## Fordítása
A magyar fordítása teljes terjedelmében Tőkei Ferenc tolmácsolásában olvasható.

## Külső hivatkozások
- Zhong Yong Az eredeti kínai szöveg angol fordításban és Csu Hszi (Zhu Xi) kommentárjaival – Chinese Text Project
- Doctrine of the Mean (Chinaknowledge)
- Doctrine of the Mean A. Charles Muller angol fordításában
- The Doctrine of the Mean James Legge angol fordításában
- The Doctrine of the Mean Wing-tsit Chan angol fordításában